# Aeroporto Internacional de Vitória

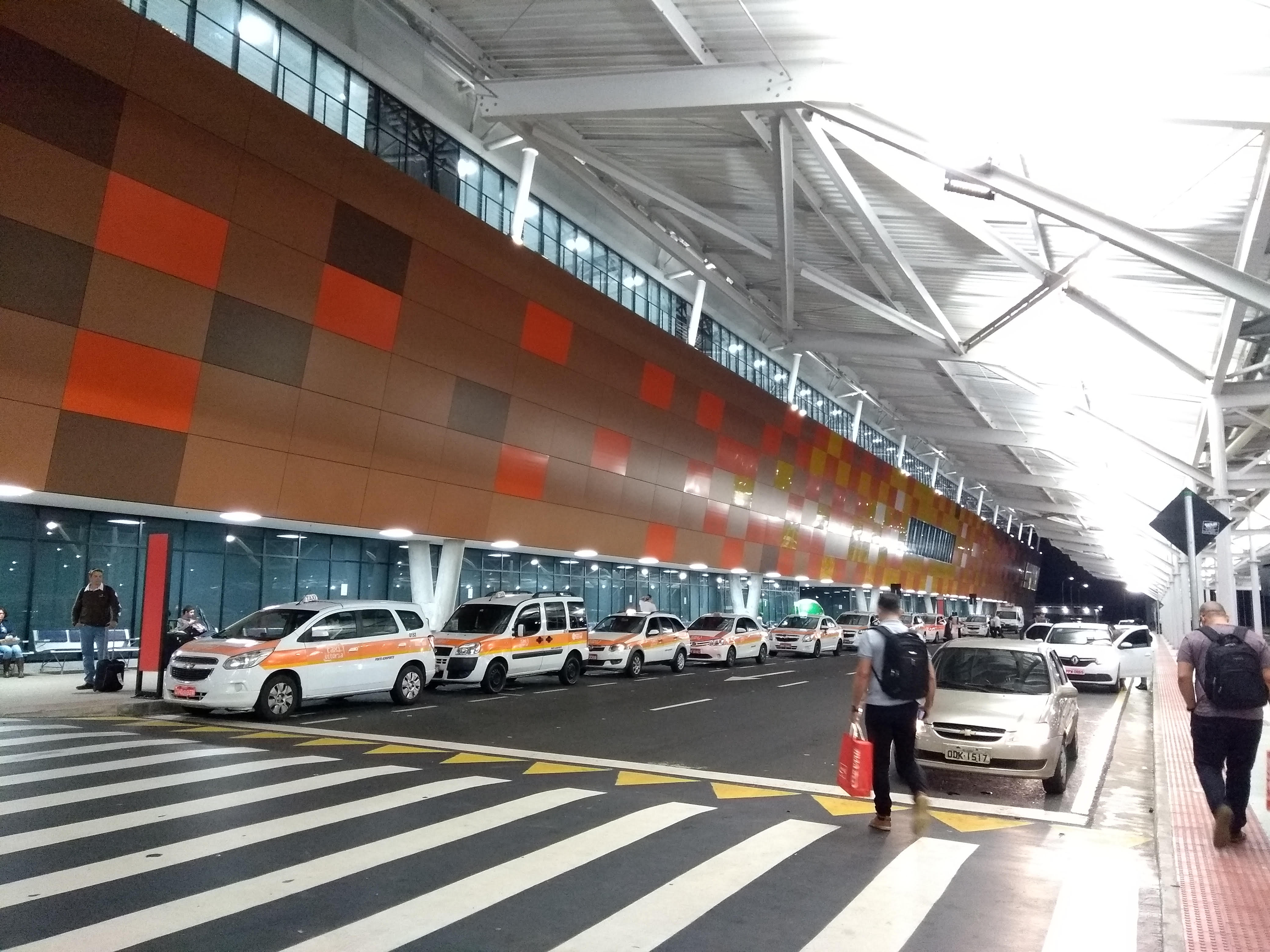
Aeroporto Internacional de Vitória

O Aeroporto Internacional de Vitória – Eurico de Aguiar Salles (IATA: VIX, ICAO: SBVT), também conhecido como Aeroporto de Goiabeiras é um aeroporto brasileiro no município de Vitória, no Espírito Santo. É o principal aeroporto do estado do Espírito Santo e opera voos nacionais e internacionais de passageiros e de carga.
Localiza-se na parte continental de Vitória, entre os bairros de Mata da Praia, Bairro República e Jardim Camburi, e distante aproximadamente 10 km do centro da cidade. Seu acesso agora se dá pela Avenida Adalberto Simão Nader e ocupa um sítio aeroportuário de 29,5 mil metros quadrados.
Tem capacidade para receber aviões de médio porte, tais como o ATR-72, Boeing 737, Embraer 190/Embraer 195 e às aeronaves Airbus A319, A320, A321, A330 e Boeing 757,  767. Recebe, ainda, jatos executivos e helicópteros e conta com voos diretos para os aeroportos de Congonhas e Guarulhos (São Paulo), Santos Dumont (Rio de Janeiro), Confins (Belo Horizonte), Brasília, Salvador, Campinas, Recife e Fortaleza.
Em 21 de outubro de 2019 o aeroporto começou a operar voos internacionais domésticos, cumprindo enfim a série de melhorias previstas pela privatização ocorrida no mesmo ano.
Fruto de décadas de descaso, o aeroporto Vitória foi considerado o pior do país pela própria Infraero. "O Aeroporto de Vitória é o pior do país, não podemos permitir que uma capital tenha um aeroporto que prejudica a população e atrapalha o crescimento do estado", afirmou o então Presidente da Infraero, Gustavo do Vale, em 2012.
No final do ano de 2004, foi anunciado, para o ano seguinte, o início de obras de modernização do aeroporto, que consistiam basicamente na construção de um novo terminal e de uma segunda pista de pouso e decolagem. A conclusão estava prevista para 2007. No entanto, depois de muitos atrasos e suspeitas de superfaturamento, a obra foi embargada pelo Tribunal de Contas da União (TCU) em 2008.
Depois de algumas reformas emergenciais e vários anúncios de reinício das obras, uma nova licitação foi realizada e, finalmente, em junho de 2015, a ordem de serviço para o novo aeroporto foi assinada e as obras foram retomadas de fato.
Com previsão inicial para conclusão em setembro de 2017, o prazo de entrega do novo aeroporto foi postergado para 25 de dezembro do mesmo ano. Um dos motivos para o atraso é a construção do acesso ao novo terminal, que não foi licitado junto com as obras do terminal. Por esse motivo, realizou-se um aditamento contratual, com valor estimado em R$ 15 milhões.
Em 29 de março de 2018, após 16 anos de espera, a obra foi entregue, como parte do programa "Agora, é Avançar". O terminal iguala Vitória a outras capitais brasileiras, já que elas tinham aeroportos considerados mais modernos. Com a obra concluída, o terminal poderá receber cinco vezes mais passageiros no novo aeroporto, na comparação com o antigo. “O aeroporto que recebe 3,1 milhões de passageiros para um com capacidade para 8,7 milhões por ano”.

## História

### O cais do hidroavião
Antes da construção do Aeroporto Eurico de Aguiar Salles, os voos com destino à capital pousavam no hidroporto de Santo Antônio, o mais antigo bairro da capital. Projetado pelo arquiteto Ricardo Antunes e construído em 1939, o hidroporto logo ficou conhecido como Cais do Hidroavião. A edificação era equipada tanto para o transporte de passageiros quanto para o transporte de carga.
A escolha do local se deveu, especialmente, à calmaria das águas naquele lugar, à topografia do bairro e, também, ao fato de haver ali uma linha de bonde que fazia a ligação direta com o Centro da cidade.
O tempo de vida do Cais não foi muito longo. Durou menos de dez anos. Com o fim da Segunda Guerra, os hidroaviões entraram em desuso. O Cais de Santo Antônio foi um dos últimos a encerrar as operações aéreas no país, em 1948.
Operavam em Vitória a Panair e o Syndicato Condor em voos nacionais, além da Pan American na linha intercontinental Nova York–Buenos Aires, com escala em várias cidades, inclusive Vitória.

### O nascimento do Aeroporto de Vitória

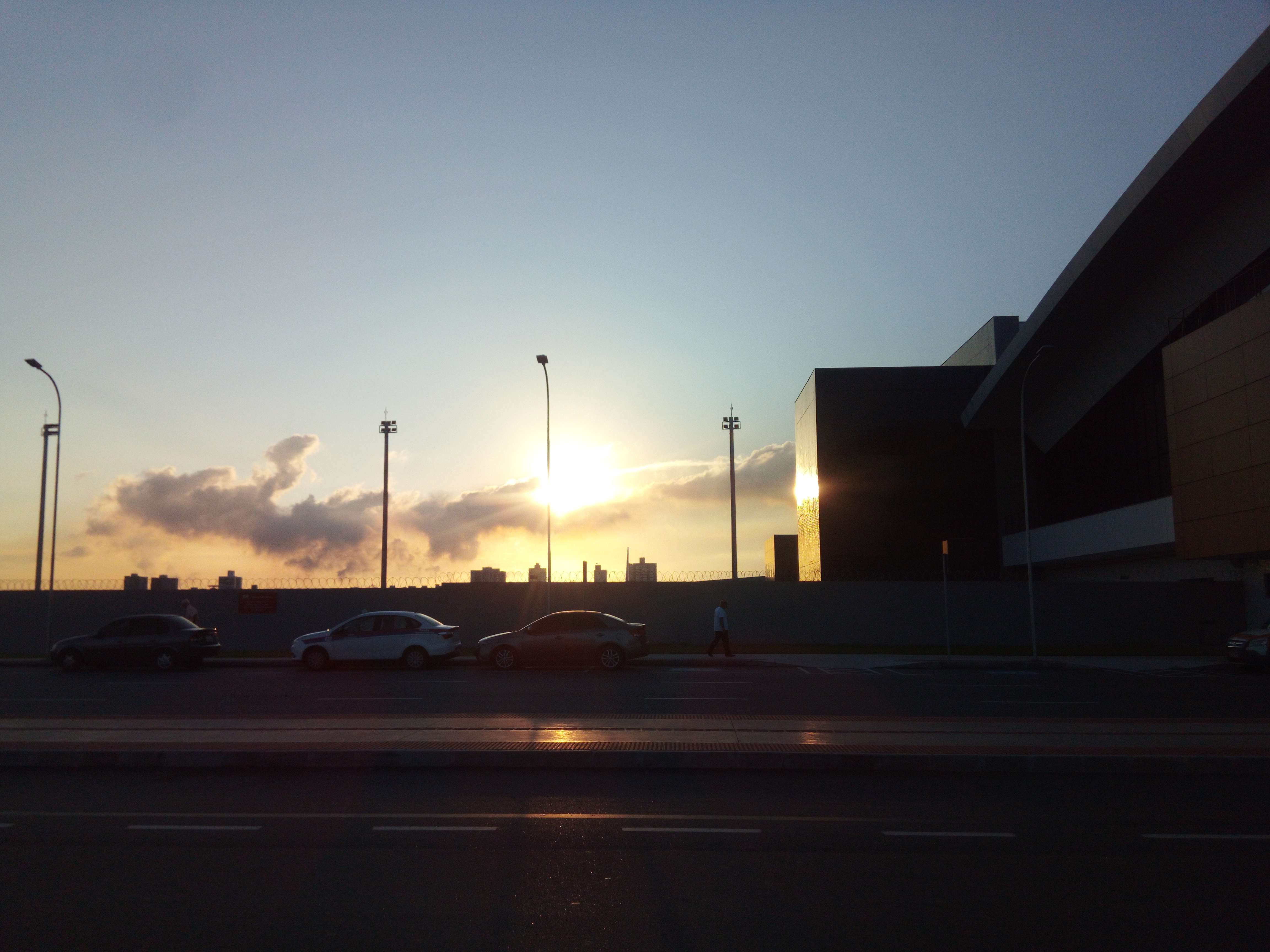
Aeroporto Eurico de Aguiar Salles fotografado ao pôr do sol

Na década de 1930, no local onde fica o atual Aeroporto de Vitória, funcionava o aeroclube da cidade, com uma pista de terra batida. O local foi escolhido para a instalação do aeroporto da cidade por um engenheiro francês da Société des Lignes Latécoère, empresa postal francesa. Em 1942, com uma verba total de 50 contos de réis, teve início a construção de uma pista de cimento, que custou 38 contos de réis. O restante do valor foi utilizado na construção do terminal de passageiros. A construção da pista e do terminal foi concluída em 1943.
O Aeroporto de Vitória fez parte da relação de aeroportos participantes do convênio firmado entre os governos do Brasil e dos Estados Unidos, por meio do qual o Brasil cedia, durante o período de guerra, a utilização de aeródromos às Forças Armadas dos EUA. Em 1943, a U.S. Engineer Office, repartição do exército americano, concluiu o projeto para o recém-construído aeroporto, prevendo a ampliação da pista para 1.500 metros de comprimento por 45 metros de largura. O projeto foi realizado pela Diretoria de Obras do Ministério da Aeronáutica, tendo sido concluído em 1946, data oficial da inauguração do Aeroporto de Vitória.
O Aeroporto de Vitória continuou servindo de ponto de escala até à década de 1970, quando o percentual de voos que o utilizavam como ponto extremo de linhas começou a elevar-se. Em 3 de fevereiro de 1975, foi incorporado pela Infraero, data considerada como o aniversário do aeroporto. Em 1978, sua pista foi ampliada para 1.750 metros de comprimento e, em 1979, "foram concluídas as obras de reformulação de pavimento com reforço de concreto asfáltico nas pistas e reforço de concreto no pátio de estacionamento".
O nome Eurico de Aguiar Salles somente passou a designar oficialmente o aeroporto em 2006, por meio da edição da Lei 11.296/06, em homenagem ao advogado e político capixaba, que foi secretário de Educação e Cultura do Espírito Santo e ministro da Justiça e Negócios Interiores do governo do ex-presidente Juscelino Kubitschek.

### Estudos para a transferência de sítio
A expansão do Aeroporto de Vitória vem sendo estudada desde 1975, quando o Governo do Estado do Espírito Santo realizou um estudo de alternativas locacionais visando a transferir o aeroporto para outro sítio. Foram identificadas duas alternativas, uma ao norte da cidade de Vitória, no município da Serra, em região próxima a Nova Almeida, e a segunda ao sul, no município de Vila Velha, em região que se estende desde a Barra do Jucu até a Ponta da Fruta.
A região localizada na Serra mostrou-se inviável, uma vez que a área que se pretendia ocupar já possuía culturas da Agrosuco (frutas e vegetais em conserva) e da Citriodora (eucalipto), contrariando os critérios estabelecidos, pelos quais seriam evitadas propriedades de grande valor industrial e agropecuário. Já a área de Vila Velha se tornou inviável, atualmente, tendo em vista a criação da  Área de Proteção Ambiental de Setiba, em 1994, e da Reserva Ecológica de Jacarenema, em 1997.

### Projeto de modernização
Ante a inviabilidade de mudança do local do aeroporto, sua modernização tornou-se imprescindível, a fim de atender a uma demanda crescente tanto do transporte de passageiros quanto do transporte de cargas. Em 2005, iniciaram-se as obras de modernização do aeroporto, cujo projeto incluía um moderno terminal de passageiros com aeroshopping, climatizado e com acessibilidade para deficientes físicos, seis modernas pontes de embarque, uma segunda pista de pouso e decolagem com 2.416 metros (sentido leste/oeste), estacionamento com 1.000 vagas, um novo pátio de aeronaves, novas vias de acesso, novas instalações do Corpo de Bombeiros, nova torre de controle, novas instalações de navegação aérea, áreas reservadas para comércio e um centro de convenções.
Há também projetos para um Terminal de Cargas Nacional e Internacional, porém, ele não está contemplado no projeto da obra do aeroporto. O que se tem hoje é uma proposta de um novo TECA (nome do projeto conceitual), a ser implantado em área dentro sítio aeroportuário, com acesso pela Rodovia Norte-Sul, uma das ligações entre os municípios de Vitória e Serra. Esse projeto está sendo discutido, com articulações entre o Movimento Empresarial e o Conselho de Logística junto à Infraero, e prevê a execução e financiamento da iniciativa privada, porém, a sua gestão e operação serão de exclusividade da Infraero.

### Irregularidades na execução do contrato
Foram muitos os transtornos na execução da obra até que o TCU determinou a retenção de parte do pagamento ao consórcio formado pelas construtoras Camargo Corrêa, Mendes Júnior e Estacon por suspeita de sobrepreço e desvio de verbas. Sob arguição de insegurança jurídica, as empreiteiras abandonaram definitivamente o canteiro de obras em 2008.
Foram várias as tentativas do TCU e da Infraero para se retomar o andamento das obras com o consórcio vencedor da primeira licitação, porém a proposta feita pelo consórcio de R$ 900 milhões foi considerada excessiva pelo TCU, que recomendou finalizar as negociações e realizar uma nova licitação.

### Atualização do Plano Diretor Aeroportuário
Provocado pelo Ministério Público Federal (MPF), o Departamento de Controle do Espaço Aéreo (Decea), em parecer de 2010, manifestou entendimento de que a nova pista do Aeroporto de Vitória deveria ter, no máximo, 1.900m de comprimento, contra os 2.535m previstos no projeto, tendo em vista as novas construções realizadas no entorno do aeroporto desde a formulação do Plano Diretor Aeroportuário (PDIR), aprovado em 1987, e do Plano Específico de Zona Proteção Aeroportuária (PEZPA), de 1994.
Segundo o Decea, “o projeto de construção da nova pista de pouso e decolagem do Aeroporto de Vitória não está de acordo com o previsto no seu Plano Diretor e, por conseguinte, no seu Plano Específico de Zona de Proteção Aeroportuária (PEZPA), não oferecendo, pois, um nível de segurança aceitável às operações aéreas daquele aeroporto”. Para o órgão, “em função da efetiva e necessária segurança operacional, especificamente do ponto de vista da Zona de Proteção de Aeródromos, para garantir o nível de segurança oferecido pelo PEZPA de Vitória, o projeto de construção da nova pista não deve contemplar um comprimento maior que 1.900m”.
Ainda conforme com o Decea, a construção da pista com comprimento maior do que o recomendado “fará com que algumas das implantações, ora autorizadas no entorno desse aeroporto, passem a ser consideradas obstáculos, pondo em risco as operações das aeronaves que venham a utilizar esse aeroporto”.
Assim, o Ministério Público Federal, por meio do Procurador da República Carlos Fernando Mazzoco, ajuizou Ação Civil Pública (ACP) contra a União Federal, a Anac e a Infraero pedindo a interrupção das obras de construção da nova pista até a atualização do Plano Diretor Aeroportuário de Vitória.
O novo documento, aprovado em 2011, passou a prever a implantação da nova pista de pouso e decolagem 01/19, com 2.058m de comprimento por 45m de largura.

### Nova licitação
Depois de todos os percalços que emperravam a modernização do aeródromo havia cerca de uma década, foi lançado novo edital de licitação para contratar a empresa que concluiria as obras do Aeroporto de Vitória, até que, em novembro de 2014, as propostas foram abertas e foi anunciada vencedora a construtora paranaense JL Construções Civis S/A, a mesma que realizou as obras de ampliação do Aeroporto de Curitiba e de revitalização do hotel Copacabana Palace. Em janeiro de 2015, o resultado do processo de licitação foi homologado.

### Retomada das obras
Em junho de 2015, o então Ministro da Aviação Civil, Eliseu Padilha, assinou a ordem de serviço para a retomada das obras de construção do novo aeroporto de Vitória. A obra tem previsão para ficar pronta no mês de setembro de 2017 e o valor do contrato é de R$ 523 milhões. Os recursos são provenientes em parte do Orçamento da União, mas a maioria advém do Fundo Nacional de Aviação Civil, totalizando mais de R$ 500 milhões.
No mês de outubro de 2016, foi anunciada a conclusão de 40% das obras, mantendo-se a previsão de finalização para setembro de 2017. Nesta data, o governo federal garantiu que os compromissos financeiros para complementação das obras serão cumpridos.
Em março de 2017, após nova visita do Governador do Estado, Paulo Hartung, e demais autoridades, foi informado que as obras encontravam-se 65% concluídas, mantendo-se, novamente, a previsão de entrega. Segundo a Infraero, na mesma data, estavam sendo executadas a Central de Utilidades (onde ficarão os sistemas de climatização, abastecimento de água, fornecimento de energia, as instalações elétricas, hidrossanitárias e climatização do novo terminal), além da infraestrutura para as instalações mecânicas (esteiras, elevadores, escadas rolantes, etc). Também estavam sendo realizados a pavimentação das vias de acesso, do pátio de aeronaves, da pista de pouso e decolagem e das pistas de táxi, além da infraestrutura do balizamento luminoso das pistas, subestações de cabeceiras, dentre outros, totalizando 25 frentes de serviço.
Em maio de 2017, anunciou-se a conclusão de 70% das obras do aeroporto. A previsão de entrega das obras ficou para 25 de dezembro do mesmo ano.
O Aeroporto de Vitória vai ganhar uma segunda pista de pousos e decolagens, com 2.058 metros de comprimento por 45 metros de largura, com capacidade para receber aeronaves do tipo B767-300 cargueiro, e dez novas pistas de taxiamento, ligando a nova pista ao pátio de aeronaves.
Em junho de 2017, o jornal Metro anunciou a conclusão de 80% das obras do aeroporto, além do início das obras da av. Adalberto Simão Nader, que servirá de novo acesso ao aeroporto.

### Certificação operacional
Em 8 de dezembro de 2016, foi publicada no Diário Oficial da União (DOU) a Portaria nº 3.474/SIA, outorgando ao Aeroporto de Vitória a certificação necessária para operação com aeronaves de código de referência 4C ou inferior (A319, A320, A321, B737, etc). A Portaria certifica, ainda, a operação do o B767-300 cargueiro.
Após alteração das características do aeroporto no que se refere à inclusão da pista de pouso e decolagem 02/20, das pistas de táxi, do pátio de estacionamento de aeronaves e do novo terminal de passageiros, entre outras edificações, a Agência Nacional de Aviação Civil (ANAC) modificou o Certificado Operacional. Desta forma, o aeroporto poderá ser utilizado regularmente por aeronaves compatíveis com o código de referência 4D ou inferior.

### Inauguração do Novo Terminal de Passageiros
Após 16 anos de incertezas, no dia 29 de março de 2018, foi inaugurada as novas instalações do Novo Aeroporto de Vitória com a presença do Presidente Michel Temer, tendo o avião presidencial sendo o primeiro a operar na nova pista. Na data de 30 de março de 2018 o aeroporto inicia suas operações, sendo aberto ao público. No entanto, após mais de sete meses depois de ter sido inaugurado, a nova pista foi liberada para pousos e decolagens na noite do dia 7 de novembro de 2018.

### Privatização
O Aeroporto de Vitória será administrado nos próximos 30 anos pela Zurich Airport, operador do Aeroporto de Zurique, o principal HUB aéreo da Suíça. O leilão foi realizado no dia 15 de março de 2019 na bolsa de valores de São Paulo. A Zurich deu o lance de R$ 437 milhões pelos aeroportos de Vitória e de Macaé que fazem parte do bloco do Sudeste. Tendo início em setembro de 2019.

### Internacionalização
Em 2019, após a privatização, o aeroporto passa a se chamar Aeroporto Internacional de Vitória  e passa a operar voos internacionais domésticos. Antes já havia movimentação de cargas para destinos internacionais como Miami, mas somente agora o terminal recebeu autorização dos órgãos para operar tais voos.

## Movimento operacional

### Movimento anual de passageiros (embarques e desembarques)[33][34][35]
| Ano  | Movimento | Variação Anual | Participação na Rede |
| ---- | --------- | -------------- | -------------------- |
| 2003 | 1.174.290 | -              | -                    |
| 2004 | 1.246.222 | 6,12%          | -                    |
| 2005 | 1.517.578 | 21,77%         | -                    |
| 2006 | 1.661.192 | 9,46%          | 1,63%                |
| 2007 | 1.894.540 | 14,05%         | 1,71%                |
| 2008 | 1.988.447 | 4,96%          | 1,76%                |
| 2009 | 2.342.283 | 17,79%         | 1,83%                |
| 2010 | 2.644.729 | 12,91%         | 1,70%                |
| 2011 | 3.182.394 | 20,33%         | 1,77%                |
| 2012 | 3.642.842 | 14,47%         | 3,47%                |
| 2013 | 3.450.736 | - 5,27%        | 3,26%                |
| 2014 | 3.522.674 | 2,08%          | 3,13%                |
| 2015 | 3.583.875 | 1,74%          | 3,20%                |
| 2016 | 3.120.166 | - 12,94%       | 2,98%                |
| 2017 | 3.021.949 | - 3,15%        | 2,79%                |
| 2018 | 3.015.078 | - 0,22%        | -                    |
| 2019 | 3.339.405 | 10,75%         | -                    |

Observação: os dados constantes da tabela acima incluem embarques e desembarques de passageiros no Aeroporto de Vitória em voos regulares e não regulares.

### Movimento anual de aeronaves (pousos e decolagens)[35][36]
| Ano  | Movimento | Variação Anual | Participação na Rede |
| ---- | --------- | -------------- | -------------------- |
| 2009 | 49.807    | 18,77%         | 2,17%                |
| 2010 | 53.360    | 7,13%          | 2,01%                |
| 2011 | 57.293    | 7,37%          | 1,98%                |
| 2012 | 63.777    | 11,32%         | 3,01%                |
| 2013 | 58.504    | - 8,27%        | 2,94%                |
| 2014 | 60.144    | 2,80%          | 3,08%                |
| 2015 | 58.706    | - 2,30%        | 3,27%                |
| 2016 | 46.737    | - 20,46%       | 2,99%                |
| 2017 | 43.120    | -7,74%         | 2,81%                |

Observação: os dados constantes da tabela acima referem-se ao conjunto de pousos e decolagens realizados no Aeroporto de Vitória em cada ano, sejam de transporte de passageiros ou de carga, regulares ou não regulares e domésticos ou internacionais.

### Movimento anual de carga aérea e correios (t)[37]
| Ano  | Movimento | Variação Anual | Participação na Rede |
| ---- | --------- | -------------- | -------------------- |
| 2011 | 13.609    | -              | 2,04%                |
| 2012 | 14.093    | 3,55%          | 2,31%                |
| 2013 | 14.681    | 4,17%          | 2,46%                |
| 2014 | 16.262    | 10,77%         | 2,73%                |
| 2015 | 20.166    | 24,01%         | 3,97%                |
| 2016 | 22.501    | 11,58%         | 4,82%                |
| 2017 | 31.021    | 37,87%         | 6,27%                |

Observação: as informações contidas na tabela acima referem-se ao total da carga aérea operacional, isto é, a carga transportada nos porões das aeronaves (carregadas, descarregadas e trânsito), não devendo ser confundida com a carga comercial do TECA (Terminal de Logística de Carga) da rede Infraero.

### Movimento anual de carga aérea (t) - terminal de cargas (TECA)
| Ano  | Importação | Exportação | Total   |
| ---- | ---------- | ---------- | ------- |
| 2013 | 5.244      | 85         | 5.329   |
| 2014 | 3.892      | 115,1      | 4.007,1 |
| 2015 | 3.174      | 102        | 3.276   |
| 2016 | 2.558,9    | 21,3       | 2.580,2 |
| 2017 | 3.525,9    | 44,5       | 3.570,4 |

## Infraestrutura
|                                                                         | Antigo                 | Novo                        |
| Área do terminal de passageiros                                         | 6.270 m²               | 29.578 m²                   |
| Pontes de Embarque                                                      | 0                      | 6                           |
| Pontes de Embarque Remotas                                              | 6                      | 5                           |
| Estacionamento de veículos                                              | 600 vagas/7.385 m²     | 1.700 vagas/56.953 m²       |
| Pista de pouso e decolagem (Podem eventualmente operar simultaneamente) | 1.750 x 45 m           | 1.750 x 45 m e 2.058 x 45 m |
| Pátio de aeronaves                                                      | 44.400 m²/06 aeronaves | 67.100 m²/10 aeronaves      |
| Capacidade de passageiros por ano                                       | 3.300.000              | 8.400.000                   |
| Pontos Comerciais                                                       | 35                     | 71                          |
| Balcões de Check-in                                                     | 25                     | 31                          |

## Terminal de Cargas
O Aeroporto de Vitória é um dos aeródromos da rede Infraero que conta com um terminal internacional de cargas. Foi inaugurado em 21 de outubro de 1976 e conta com as seguintes instalações: cofre, câmaras frigoríficas, armazém de carga perigosa e armazém de material radioativo.  Desde 1999 o terminal recebe voos internacionais semanalmente, com uma companhia aérea operando o trecho Miami-Vitória, facilitando o comércio exterior capixaba. Em 2016, o terminal movimentou 2.580,2 toneladas de carga, segundo dados estatísticos da Infraero, carga esta composta principalmente por eletrônicos, equipamentos de telecomunicação, vestuário, cosméticos, medicamentos e insumos industriais.

## Acessibilidade
O aeroporto de Vitória conta com quatro cadeiras Stair-Trac (da Gol Transportes Aéreos, LATAM Brasil, Azul Linhas Aéreas Brasileiras e Voe Pass), um elevador portátil que pode ser adaptado à maioria das cadeiras de rodas, facilitando o acesso e o desembarque do passageiro à aeronave.
A Infraero disponibiliza, ainda, um ambulift, um veículo adaptado com uma plataforma elevatória que realiza o embarque e desembarque de pessoas deficientes ou com mobilidade reduzida.

## Acidentes e incidentes
- Em 19 de dezembro de 1949, uma aeronave Douglas DC-3, prefixo PP-AXG, desapareceu sobre o oceano Atlântico após decolar do Aeroporto de Vitória com três tripulantes e três passageiros para um voo de treinamento;
- Em 9 de julho de 1998, um Fokker 100, prefixo PT-MRG, da TAM, procedente de São Paulo, pousou, por engano, no Aeroporto de Guarapari, distante cerca de 54 km de seu destino. Do incidente não resultaram danos materiais ou humanos. A aeronave decolou novamente e concluiu seu trajeto até Vitória.[42][43]
- Em 12 de junho de 2001, um bimotor King Air, prefixo PT-WRA, que decolou de Belo Horizonte com destino a Vitória, com dois tripulantes e quatros passageiros, tinha iniciado a aterrissagem quando um de seus pneus traseiros estourou. O aeroporto ficou fechado para pousos e decolagens por quase 3 horas, até que a aeronave fosse removida da cabeceira sul da pista.[44]
- Em 21 de fevereiro de 2017, um Embraer E-190 da Azul Linhas Aéreas, prefixo PR-AUO, que decolara do Aeroporto de Confins com destino a Vitória, antes de pousar, sofreu um princípio de incêndio, controlado pela tripulação da companhia aérea. A aeronave seguiria para o Aeroporto Santos Dumont.
- Em 26 de maio de 2017, um Airbus A320-214 da Latam, de matrícula PR-MHW, que fazia o voo JJ3132, de São Paulo - Congonhas para Vitória, precisou arremeter em virtude do atolamento de um trator que fazia o serviço de poda das margens da pista de pouso. De acordo com a Infraero, o aeroporto ficou fechado entre as 14h10 e as 14h49 para a remoção do veículo. A assessoria informou ainda que durante o período de interdição, apenas o voo 3132 da Latam, proveniente de Congonhas, alternou para o Galeão.[45][46]